# Thesprotia caribea
Thesprotia caribea är en bönsyrseart som beskrevs av Rehn och Morgan Hebard 1938. Thesprotia caribea ingår i släktet Thesprotia och familjen Thespidae. Inga underarter finns listade i Catalogue of Life.